# هنري بيكر (لاعب كريكت)
هنري بيكر (26 ديسمبر 1904 - 7 نوفمبر 1926) (بالإنجليزية: Henry Baker)‏ هو لاعب كريكت نيوزلندي.

## وصلات خارجية
- هنري بيكر على موقع إي آس بي آن كريك إنفو (الإنجليزية)